# Ricardo Graça
Ricardo Queiroz de Alencastro Graça (Río de Janeiro, 16 de febrero de 1997) es un futbolista brasileño que juga como defensa en el Júbilo Iwata.

## Selección
Ricardo Graça fue convocado para la selección brasileña de fútbol sub-23 como uno de los defensas brasileños en los Juegos Olímpicos de Verano de 2020 en Tokio.

## Carrera

### Clubes
| Club              | Temporada | Serie    | Serie  | Serie | Provincial | Provincial | Copa   | Copa  | Continental | Continental | Otros  | Otros | Total  | Total |
| Club              | Temporada | División | Juegos | Goles | Juegos     | Goles      | Juegos | Goles | Juegos      | Goles       | Juegos | Goles | Juegos | Goles |
| ----------------- | --------- | -------- | ------ | ----- | ---------- | ---------- | ------ | ----- | ----------- | ----------- | ------ | ----- | ------ | ----- |
| Vasco de la Gamma | 2017      | Serie A  | 0      | 0     | —          | —          | —      | —     | —           | —           | —      | —     | 0      | 0     |
| Vasco de la Gamma | 2018      | Serie A  | 13     | 0     | 6          | 0          | 1      | 0     | 6           | 0           | —      | —     | 26     | 0     |
| Vasco de la Gamma | 2019      | Serie A  | 0      | 0     | 4          | 0          | 3      | 1     | —           | —           | —      | —     | 7      | 1     |
| Vasco de la Gamma | Subtotal  | Subtotal | 13     | 0     | 10         | 0          | 4      | 1     | 6           | 0           | —      | —     | 33     | 1     |
| Total             | Total     | Total    | 13     | 0     | 10         | 0          | 4      | 1     | 6           | 0           | 0      | 0     | 33     | 1     |

1. ↑  Cuatro apariciones en la Copa Libertadores y dos apariciones en la Copa Sudamericana.